# Miguel Reyes Canales
Miguel Reyes Canales (n. Madrid, España; 10 de julio de 1975), actor y productor de cortometrajes. 

## Biografía
Nació en Madrid pero pasó su infancia y adolescencia en San Fernando, Cádiz. Su padre es Francisco Miguel Marcos Reyes Muñoz y su madre Antonia Canales Hualda. Tiene una única hermana, Núria.
En el año 2001 debe abandonar La Isla para buscar su futuro como informático en Madrid. Tras pasar por algunas empresas del sector, en el año 2004, conoce a Isaac Berrokal, compañero de trabajo y prometedor director de cortometrajes, que le ofrece hacer un pequeño papel en un cortometraje. Este fue el inicio de una gran amistad y un largo período de colaboración entre Miguel e Isaac en el mundo de los cortometrajes. 
Su primer trabajo dentro de los cortometrajes fue la interpretación del personaje de Tom en el cortometraje "El bueno de Tom".
Desde ese día y hasta el día de hoy, Miguel ha colaborado en varios cortometrajes como script, actor, productor ejecutivo, asistente de producción, ayudante de dirección y director de producción.
Colaboró con Isaac en la organización de varios de los certámenes nacionales de cine de Cortomenar que se celebraron en el auditorio municipal de Colmenar Viejo.

## Filmografía

### Cortometrajes
- El bueno de Tom, (2004) - Actor "Tom"
- Aquellos días de invierno (2005) - Script
- El mal de Lumance, (2006) - Actor "Doctor", Ayudante Dirección, Decorados, Cámara
- 4 veces muerta (2006) - Actor "Individuo", Script
- La cuesta (2007) - Actor "Hombre en Silla"
- Dünder-Büchse (2008) - Ayte. Producción
- Today is Sunday (2008) - Script
- La casa Brown (2009) - Executive Producer, Script
- Actos Impuros (2009) - Script
- Viewpoint (2010) - Script
- Contranatura (2010) - Executive Producer
- La Dantesca Escena (2011) - Figurante "Pilón", Assistant Production
- Don't Forget (2012) - Actor "El Barbero", Asistente de producción
- España 2030 (2012) - Producción
- Killrats (2013) - Production Manager
- Fly, Dance and Dreams (2014) - Jefe de Producción
- El hombre hemorrágico (2014) - Actor "Vagabundo", Assistant Production
- Monguis (2014) - Ayudante de Dirección
- La Trampa (2016) - Actor "Repartidor", Director de Producción, Ayudante de Dirección
- La Muerte de Ingria (2016) - Ayudante de Dirección y Jefe de Producción
- La Proeza (2018) - Ayudante de Dirección
- Mariela te Suicida (2019) - Ayudante de Dirección
- La calima (2022) - Ayudante de Dirección